# 남원 태씨
남원 태씨(南原 太氏)는 전북특별자치도 남원시를 본관으로 하는 한국의 성씨이다. 시조 태맹례(太孟禮)는 협계 태씨의 시조 태집성의 후손이며, 조선에서 진사(進士)를 지내다 화를 함경도 길주로 유배되어 정착했다. 후에 그의 후손들이 태명례를 시조로 하고 그의 고양아 남원을 본관으로 했다.

## 같이 보기
- 영순 태씨
- 밀양 대씨(密陽 大氏)

## 참고 자료
- “남원태씨(南原太氏)”. 뿌리를 찾아서.[깨진 링크(과거 내용 찾기)]